# Saarlooswolfhond
De saarlooswolfhond is een door Leendert Saarloos gefokte wolfhond, ontstaan uit wolf-hondhybriden.
Leendert Saarloos (1884-1969) was een scheepskok uit Dordrecht. Hij hield van de natuur en van honden en hij zou de schepper van een nieuw Nederlands hondenras worden. Saarloos sprak soms enigszins smalend over 'sierhondjes' wanneer hij de gewone huishond bedoelde.
Hij was een liefhebber van de Duitse herder, maar vond dat deze hond te nerveus was geworden door verkeerde fok. Hij vatte het plan op een nieuw ras te creëren met natuurlijke eigenschappen. Midden jaren 30 van de twintigste eeuw begon hij met het kruisen van een hond en een wolf, omdat hij verwachtte dat hierdoor een betere politiehond zou ontstaan. Hij paarde een Duitse herderreu van het zogenaamde klassieke Pruisische type, Gerard von Transrhenum, aan een Europese wolvin die hij Fleur noemde en die hij uit de Rotterdamse Diergaarde Blijdorp had verkregen.
Saarloos wilde de werklust van de Duitse herder combineren met het grotere uithoudingsvermogen en de kracht van de wolf. Hiervoor maakte hij dus gebruik van deze Duitse herder en wolven van het Siberische type. Het project was maar gedeeltelijk een succes. Hij fokte een hond, die een keer per jaar loops wordt, maar de hond was nogal schuw. Door terugparingen op stamvader Gerard verkreeg Saarloos een basispopulatie kwartwolven.
Er volgde een periode waarin hij met zijn honden een strenge selectie toepaste op dienstbaarheid. In de jaren die volgden wist Saarloos - met veel moeite en tegenslag - uiteindelijk een nieuw hondenras op te bouwen. Maar voor politie- en africhtingstaken waren de nakomelingen van Gerard en Fleur weinig geschikt. De voor dit werk noodzakelijke aanvalsdrift was niet aanwezig. De vluchtdrift van de wolf bleek erfelijk dominant over de aanvalsdrift van de Duitse herder.
Sommige nakomelingen waren min of meer geschikt als reddingshond. Anderen waren bruikbaar als blindengeleidehond, juist door hun voorzichtige karakter. Saarloos bouwde een bloeiende blindengeleideschool op in Dordrecht. De schuwheid die voor de huidige saarlooswolfhonden zo kenmerkend is, was toen nog veel minder aanwezig, omdat Leendert Saarloos uitsluitend op een dienstbaar karakter fokte. Het uiterlijk was daarbij voor hem van ondergeschikt belang.
Het ras werd in 1975, zes jaar na de dood van Leendert Saarloos, erkend door de Raad van Beheer op Kynologisch Gebied in Nederland en als postuum eerbetoon aan zijn schepper Saarloos Wolfhond genoemd. Enige jaren later volgde internationale erkenning door de FCI. Vrijwel gelijktijdig met deze erkenning van het ras werd de Nederlandse Vereniging van Saarlooswolfhonden (NVSWH) opgericht. In 2006 werd de Algemene Vereniging voor Liefhebbers van Saarlooswolfhonden opgericht. Deze vereniging ontstond uit onvrede over het fokbeleid van de NVSWH.
De saarlooswolfhond lijkt iets langbeniger dan de Duitse herder, maar hij is lichter en eleganter. Reuen hebben een schofthoogte van 65 tot 75 centimeter; teven van 60 tot 70 centimeter. De honden hebben een gewicht van 30 tot 40 kilogram.